# Andrejs Eglitis
Andrejs Eglitis (Ļaudona, 21 d'octubre de 1912 – Riga, 23 de febrer de 2006) va ser un poeta letó. Va estudiar a l'Institut Tècnic de Riga. Durant la Segona Guerra Mundial, va lluitar contra l'exèrcit soviètic al costat de Wehrmacht, motiu pel qual el 1945 es va exiliar a Suècia. Va retornar el 1998 a Letònia. Va ser secretari general del Fons Nacional de Letònia i el 1992 va ser elegit membre honorari de l'Acadèmia de Ciències de Letònia. Eglitis va ser l'autor d'obres com Déu, la teva terra crema (1943) i Otranto (1956).